# Kolaghat
Kolaghat è una suddivisione dell'India, classificata come census town, di 23.707 abitanti, situata nel distretto di Midnapore Est, nello stato federato del Bengala Occidentale. In base al numero di abitanti la città rientra nella classe III (da 20.000 a 49.999 persone).

## Geografia fisica
La città è situata a 22° 25' 52 N e 87° 51' 34 E.

## Società

### Evoluzione demografica
Al censimento del 2001 la popolazione di Kolaghat assommava a 23.707 persone, delle quali 12.087 maschi e 11.620 femmine. I bambini di età inferiore o uguale ai sei anni assommavano a 2.692, dei quali 1.343 maschi e 1.349 femmine. Infine, coloro che erano in grado di saper almeno leggere e scrivere erano 16.810, dei quali 9.370 maschi e 7.440 femmine.